# Pavel Smolej
Pavel Smolej, slovenski defektolog, Ilustrator, akvarelist, * 15. junij 1940, Breznica † 11. junij 2023, Kresnice
Leta 1998 je prejel častni znak svobode Republike Slovenije z utemeljitvijo »za zasluge pri razvoju defektološke stroke pri nas in za delo z osebami s posebnimi potrebami«.
Pokopan je v Kresnicah.